# 龙凤街道 (大庆市)
龙凤街道，是中华人民共和国黑龙江省大庆市龙凤区下辖的一个乡镇级行政单位。

## 行政区划
龙凤街道下辖以下地区：
凤祥社区、龙化社区、建安社区、街园社区、炼厂社区和动力社区。